# Junco phaeonotus
Junco phaeonotus là một loài chim trong họ Emberizidae.